# Релігія в Румунії
Панівна релігія в Румунії — православ'я, за даними загальнонаціонального перепису 2002 року до православ'я віднесли себе 86,7% загального населення країни.
Румунія є найбільш релігійною із 34 європейських країн.

## Християнство

### Католицизм

#### Римо-католицизм
За даними перепису населення 2011 року, до Католицької церкви в Румунії належить 870 774 осіб, що становить 4,33% населення. Найбільшими етнічними групами є угорці (500 444, у тому числі секеї), румуни (297 246 або 1,8%), німці (21 324 або 59%) і цигани (20 821 або 3,3%), а також словаки, болгари, хорвати, італійці, чехи, поляки та чанґо.

#### Греко-католицизм
За переписом 2011 року в Румунії проживає 150 593 греко-католиків, що становить 0,75% населення. Більшість греко-католиків мешкають у північній частині Трансильванії. Більшість — румуни (124 563), решта — в основному угорці чи цигани.

### Православ'я
Румунська православна церква проголосила свою автокефалію в 1865 році, проте Константинопольський Патріархат визнав автокефалію Румунської церкви лише через 20 років, в 1885 році. У 1919 році відбувся Собор, який об'єднав єпархії Румунії, Трансильванії і Буковини. З 1923 до 1948 року Румунська православна церква була оголошена національною церквою країни.
Православна Церква є найбільшою релігійною конфесією в Румунії, яка налічувала 16 307 004 за переписом 2011 року, (81,04% населення).

### Протестантизм
За даними перепису населення 2011 року протестанти складають 6,2% від загальної кількості населення.

## Іслам
За переписом 2011 року 64 337 осіб, близько 0,3% від загальної кількості населення вказали, що їхньою релігією був іслам. Більшість румунських мусульман належать до іслам-сунітів.